# Ceramidia fumipennis
Ceramidia fumipennis là một loài bướm đêm thuộc phân họ Arctiinae, họ Erebidae.